# Шашковский сельсовет
Шашковский сельсовет (бел. Шашко́ўскі сельсавет) — административная единица на территории Столбцовского района Минской области Беларуси.

## Географическое положение
Административный центр сельсовета расположен в 20 км к северо-западу от районного центра — города Столбцы и одноимённой железнодорожной станции на линии Минск — Барановичи, в 98 км от областного центра города Минска, на автодороге Столбцы — Ивенец.
Границы территории Шашковского сельсовета на карте.

## История
Шашковский сельский Совет образован 12 октября 1940 года.
1 июля 2013 года в состав Шашковского сельсовета вошла территория упразднённого Аталезского сельсовета.

## Состав
Шашковский сельсовет включает 31 населённый пункт:
- Аталезь — агрогородок.
- Бриничево — деревня.
- Великая Гуменовщина — деревня.
- Дружная — деревня.
- Дудки — деревня.
- Жолнерковичи — деревня.
- Жуков Борок — деревня.
- Зуберево — деревня.
- Каролина — деревня.
- Круглица — деревня.
- Лапки — деревня.
- Малая Гуменовщина — деревня.
- Найдёновичи — деревня.
- Нёман — посёлок.
- Нивы — деревня.
- Околово — деревня.
- Опечки — деревня.
- Островы — деревня.
- Подгорная — деревня.
- Ругаец — деревня.
- Рудня — деревня.
- Семенчицы — деревня.
- Старина — деревня.
- Сула — деревня.
- Трилес — деревня.
- Туленка — деревня.
- Харитоново — деревня.
- Хутор-Борок — деревня.
- Шашки — агрогородок.
- Юзефиново — деревня.
- Янушки — деревня.

## Производственная сфера
- Сельскохозяйственный производственный кооператив «Шашки».
- ПРУП «Неманское».
- Старинское лесничество.

## Социально-культурная сфера
- Учреждения образования и дошкольные воспитания: УО «Шашковская ГОСШ», Шашковский детский сад.
- Медицинское обслуживание: Шашковская врачебная амбулатория, Старинский ФАП.
- Учреждения культуры и спорта: Шашковский СДК, Шашковская сельская библиотека, Шашковская школа искусств, Дружнянский сельский клуб-библиотека, Гуменовщинский сельский клуб-библиотека.

## Памятные места
- Памятник в деревне Шашки воинам-землякам, погибшим в годы Великой Отечественной войны.
- Памятник в деревне Старина воинам-землякам, погибшим в годы Великой Отечественной войны.
- Стела в деревне Зуберево воинам-партизанам, погибшим в боях за освобождение Беларуси от немецко-фашистских захватчиков.